# Temelucha basimacula
Temelucha basimacula là một loài tò vò trong họ Ichneumonidae.